# プノンペン・ロイヤル駅

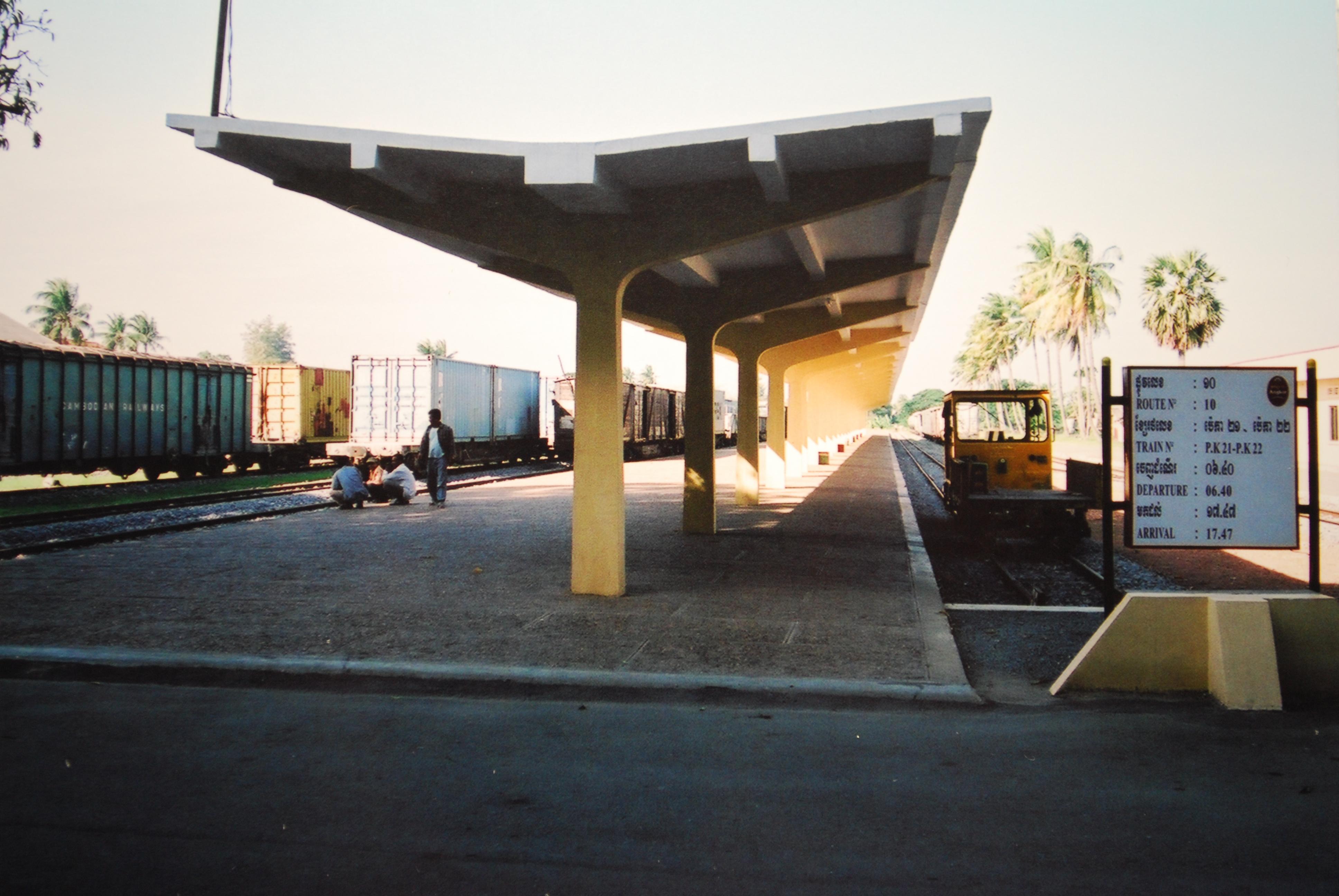
改修前の駅プラットホーム（2004年）

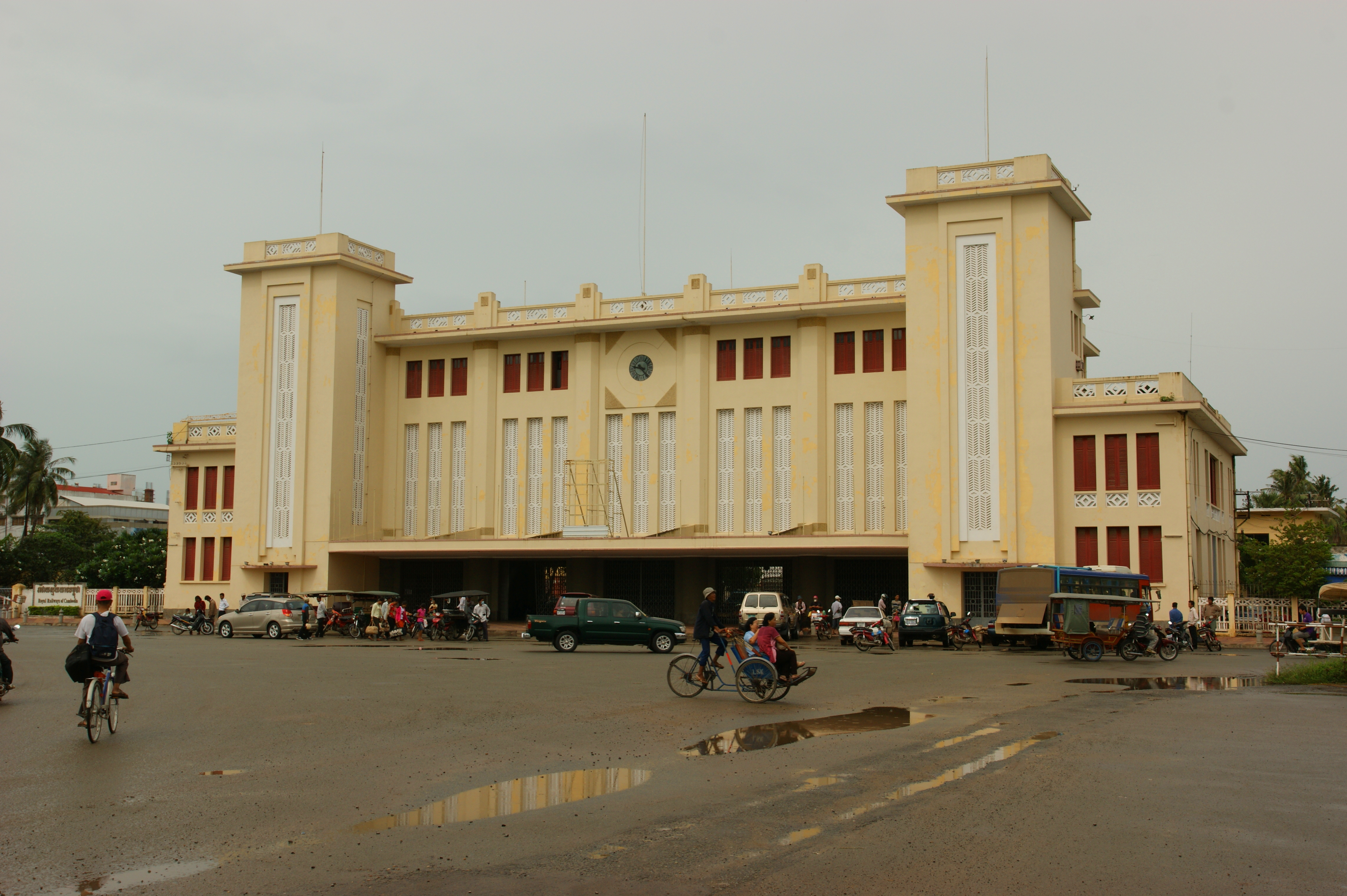
雨の日の駅

プノンペン・ロイヤル駅（プノンペンロイヤルえき、クメール語: ភ្នំពេញ、英: Phnom Penh Royal Railway Station）は、カンボジアの首都プノンペンにあるカンボジア王立鉄道の駅である。
当駅は、健康科学大学、経営管理国立大学およびカナダ大使館に隣接している。

## 歴史
当駅は、バタンバンまでの鉄道運行のために、鉄筋コンクリートにて1932年に建設された。
1960年9月28日-30日、当駅にてKampuchean People's Revolutionary Party (KPRP) のリーダー21人によって秘密議会が開かれた。
党内会議の結果、党名がカンプチア共産党 (WPK) に変更となった。
民主カンプチアでは、この重要な会議が後に党の創立日となっている。
都市の避難が決定したプノンペン陥落に続いて、1975年4月にポル・ポトを含むクメール・ルージュがリーダーシップとなる初の重要な会議が当駅で開催された。
当駅は改修されており、2010年10月22日に再開業された。2014年2月現在、主に石油タンク列車などの散発的な商品輸送のみに当駅が使用されていた。2016年4月、週末に限られた旅客列車の運行が再開されている。

## 隣の駅
カンボジア王立鉄道
北線・南線
プノンペン・ロイヤル駅 - ポーチェントン駅（通過）